# 122
Rok 122 (CXXII) byl nepřestupný rok, který podle juliánského kalendáře započal středou. V té době byl tento rok znám jako Rok konzulátu Avioly a Neratia, nebo jako rok 875 Ab urbe condita (tj. 875 let od založení Říma). Označení roku číslem 122 bylo zavedeno až ve středověku, kdy Evropa začala používat systém Anno Domini (leta páně). 
Podle židovského kalendáře došlo k přelomu let 3882 a 3883. 

## Události
- Římský císař Hadrianus nařizuje postavit stosedmnáctikilometrovou zeď, aby označil hranice Římské říše na severu. Hadriánův val, jméno, pod kterým je zeď známá dodnes, zanechal Kaledoňany, Pikty a další kmeny na pobřeží.
- Hadrianus se vzdává území dobytých ve Skotsku
- Vindolanda, pevnost pomocné římské armády v severní Anglii, byla obsazena sedmou kohortou, skládající se z Batavů.

## Hlavy států
- Papež – Sixtus I. (115/116–125)
- Římská říše – Hadrianus (117–138)
- Parthská říše – Osroés (108–128/129) + Vologaisés III. (111/112–147/148, vzdorokrál)
- Kušánská říše – Vima Kadphises (113–127)
- Čína, dynastie Chan (206 př. n. l. – 220 n. l.)